# Kim Hye-jin
Kim Hye-jin (ur. 17 lutego 1989 w Cheonan w Korei Południowej) – południowokoreańska siatkarka, grająca jako środkowa. Obecnie występuje w drużynie Heungkuk Life Insurance.